# Gleichflügler
Die Einteilung der Lebewesen in Systematiken ist kontinuierlicher Gegenstand der Forschung. So existieren neben- und nacheinander verschiedene systematische Klassifikationen. 
Das hier behandelte Taxon ist durch neue Forschungen obsolet geworden oder ist aus anderen Gründen nicht Teil der in der deutschsprachigen Wikipedia dargestellten Systematik.

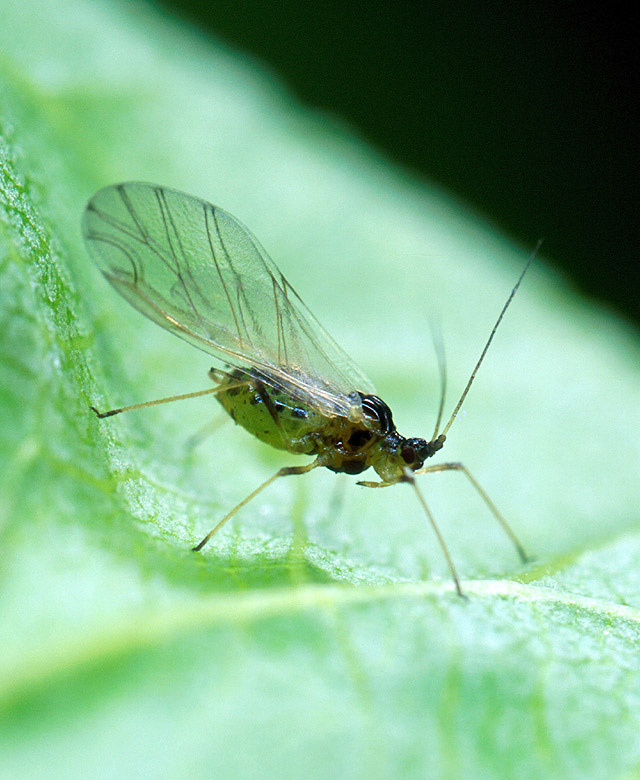
Grüne Pfirsichblattlaus (Myzus persicae), ein Vertreter der Pflanzenläuse

Die Gleichflügler (Homoptera) sind eine Gruppe pflanzensaftsaugender Insekten. Sie gehören zur Ordnung der Schnabelkerfe (Hemiptera). Die Gleichflügler umfassen die Zikaden (Auchenorrhyncha) sowie die Pflanzenläuse (Sternorrhyncha).
Es handelt sich bei den Gleichflüglern um ein Paraphylum, denn alle gemeinsamen Merkmale sind Plesiomorphien. Erkenntnisse aufgrund molekularbiologischer Untersuchungen über die Verwandtschaftsbeziehungen der Hemiptera und der „Homoptera“ nehmen eine Untergliederung der Schnabelkerfe in fünf Unterordnungen vor, wobei die Bezeichnung „Homoptera“ als hinfällig aufzufassen ist:
- Rundkopfzikaden (Cicadomorpha = Clypeorrhyncha)
- Spitzkopfzikaden (Fulgoromorpha = Archaeorrhyncha)
- Pflanzenläuse (Sternorrhyncha)
- Wanzen (Heteroptera)
- Scheidenschnäbler (Coleorrhyncha)

Die Zusammengehörigkeit der Rundkopfzikaden und der Spitzkopfzikaden in einem Monophylum Zikaden (Auchenorrhyncha) entspricht der traditionellen Auffassung, wurde aber in den vergangenen Jahrzehnten aufgrund morphologischer und genetischer Argumente oft bestritten. Seit etwa 2012 deuten neuere genetische Studien wieder eher auf eine Zusammengehörigkeit hin.